# Стюарт-Мюррей, Джеймс, 9-й герцог Атолл
Джеймс Томас Стюарт-Мюррей, 9-й герцог Атолл, 14-й барон Стрейндж, 8-й барон Перси (англ. James Thomas Stewart-Murray, 9th Duke of Atholl, 14th Baron Strange, 8th Baron Percy; 18 августа 1879 — 8 мая 1957) — шотландский аристократ, пэр и военный. С 1879 по 1942 год он был известен как лорд Джеймс Стюарт-Мюррей.

## Биография
Родился 18 августа 1879 года. Младший (третий) сын Джона Стюарта-Мюррея, 7-го герцога Атолла (1840—1917), и Луизы Монкриф (1844—1902), дочери Томаса Монкрифа, 7-го баронета (1822—1879), и Леди Луизы Хэй-Драммонд (? — 1898).
Он получил образование в Итонском колледже. 3 января 1900 года получил звание младшего лейтенанта в 1-м батальоне Камеронских горцов Королевы. В следующем месяце он уехал в Южную Африку, чтобы участвовать во Второй англо-бурской войне , где он был упомянут в депешах и получил две медали и шесть застежек. Позже он участвовал в Первой мировой войне, где был ранен, взят в плен и содержался в качестве военнопленного, а затем уволился из армии в чине майора.
Джеймс томас Стюарт-Мюррей стал масоном в ложи Святого Иоанна, выпуск № 14 (сейчас Соединенные ложи Данкельд) в то же время, как и его старший брат Джордж в 1914 году.
16 марта 1942 года после смерти своего старшего брата, Джона Стюарта-Мюррея, 8-го герцога Атолла (1871—1942), 62-летний Джеймс Стюарт-Мюррей унаследовал титул 9-го герцога Атолла, все родовые титулы и владения.
Герцог Атолл скончался холостым и бездетным в мае 1957 года в возрасте 77 лет. После его смерти баронство Стрейндж прекратило свое существование, а баронство Перси перешло к его родственнику Хью Перси, 10-му герцогу Нортумберленду. Баронства Мюррей и Гленлион, а также графство Стрейндж угасли. Герцогство Атолл и другие шотландские титулы унаследовал его дальний родственник Иэн Мюррей, 10-й герцог Атолл (1931—1996), который происходил от Джорджа Мюррея, епископа Сент-Дейвидса, второго сына 3-го герцога Атолла.

## Титулатура
- 9-й герцог Атолл (с 16 марта 1942)
- 10-й маркиз Атолл (с 16 марта 1942)
- 9-й маркиз Таллибардин, Пертшир (с 16 марта 1942)
- 12-й граф Таллибардин (с 16 марта 1942)
- 11-й граф Атолл (с 16 марта 1942)
- 9-й граф Страттей и Стратхардл, Пертшир (с 16 марта 1942)
- 10-й виконт Балкухиддер (с 16 марта 1942)
- 9-й виконт Балкухиддер, Глеалмонд и Гленлайон, Пертшир (с 16 марта 1942)
- 14-й лорд Мюррей из Таллибардина (с 16 марта 1942)
- 12-й лорд Мюррей, Гаск и Балкухиддер (с 16 марта 1942)
- 9-й лорд Мюррей, Балвени и Гаск (с 16 марта 1942)
- 5-й барон Гленлайон из Гленлайона, Пертшир (с 16 марта 1942).
- 6-й барон Мюррей из Стэнли, Глостершир (с 16 марта 1942)
- 8 лорд Перси (с 16 марта 1942)
- 14-й лорд Стрейндж (с 16 марта 1942)
- 9-й граф Стрейндж, Пертшир (с 16 марта 1942)